# Homem Virtual
O Homem Virtual é um projeto idealizado em 2003 pelos professores Chao Lung Wen e György Miklós Böhm, da Disciplina de Telemedicina da Faculdade de Medicina da USP, que buscavam um novo método para transmitir conhecimentos sobre saúde. Este Projeto desenvolve modelos em computação gráfica usando tecnologia 3D e movimentos realistas do corpo humano. Permite visualizar e compreender a anatomia e fisiologia do nosso organismo, reproduzindo com exatidão as texturas e a disposição dos órgãos, músculos, tecidos e artérias. Possibilita ainda demonstrar patologias e procedimentos clínicos ou cirúrgicos.

## Detalhamento e precisão
Cada módulo é desenvolvido em conjunto por designers, médicos e profissionais de saúde. O resultado é um conjunto de iconografias com detalhamento inédito, que permite observar a relação entre as estruturas internas do organismo ou mesmo analisá-las individualmente. Se preferir, é possível visualizar cada órgão sob diversos ângulos ou mesmo representar em transparência as estruturas mais externas ou vizinhas.
Estas características tornam o Homem Virtual uma moderna ferramenta educacional. Os vídeos funcionam como objetos de aprendizagem, ou seja, conjuntos reutilizáveis de informações que podem ser empregados em diferentes contextos. São ilhas de conhecimento, aplicáveis a públicos-alvo distintos, dentro de estratégias pedagógicas que visam objetivos específicos.

## Aplicações
- Educação Médica: O Homem Virtual é um eficiente complemento ao ensino médico convencional – baseado em aulas descritivas, livros e autópsias – tornando-se uma ferramenta de apoio ao professor. Pode ser empregado com eficácia na educação médica continuada, em cursos presenciais ou à distância, pós-graduação, especializações, congressos e workshops. Em poucos minutos, proporciona a compreensão de procedimentos que levariam horas para serem absorvidos por meio de leituras ou de explicação oral.

- Orientação aos pacientes: O projeto estreita a relação médico-paciente, permitindo a explicação da doença de maneira simples e objetiva. A estrutura visual dinâmica ajuda o paciente a entender o próprio corpo, a ação dos medicamentos e como acontece uma cirurgia. Transmite mais segurança, confiança e facilita a adesão ao tratamento.

- Treinamento de agentes promotores da saúde: Professores dos ensinos médio e fundamental, agentes comunitários e pessoas envolvidas em projetos de educação e prevenção em saúde podem ser capacitados a atuar de forma ativa em suas comunidades. O Homem Virtual é uma ferramenta eficiente na compreensão de temas relacionados à promoção da saúde e qualidade de vida, como Doenças Sexualmente Transmissíveis, Hábito Alimentar Saudável, Saúde Bucal, Álcool / Drogas, Câncer de Pele, entre outros.

- População Geral: Campanhas de prevenção e projetos educacionais voltados para a população em geral adquirem maior eficiência com o uso do Homem Virtual, o que permite a construção do conhecimento. A comunicação visual torna mais fácil a compreensão e é de grande importância para atingir analfabetos e analfabetos funcionais (aqueles que não compreendem o que lêem).

- Ambientes Interativos de Aprendizagem: O Homem Virtual é o objeto de aprendizagem nos Ambientes Interativos de Aprendizagem (AI-As), aplicados nos Espaços Culturais Digitais (ECDs) que podem ser adaptados e instalados nos mais variados espaços: escolas, museus, bibliotecas, áreas comunitárias, entre outros. Vídeos, painéis e internet são ferramentas dos AI-As que atuam na construção de conhecimentos, como a importância da prevenção de doenças para a qualidade de vida, gerando inteligência cultural para todos.[1]